# Stipan Jakic
Stipan Jakic, auch Jakić, (* 3. Mai 1978 in Mainz) ist ein ehemaliger deutscher Fußballspieler. Er war hauptsächlich im Rhein-Main-Gebiet aktiv.
Jakic kam 1985 in die Jugend des 1. FSV Mainz 05 und durchlief alle Altersstufen. Als Achtzehnjähriger kam er in der Zweitligasaison 1996/97 erstmals für die Profis der Mainzer zum Einsatz und absolvierte bis Ende der Saison 1999/2000 insgesamt elf Spiele in der zweithöchsten deutschen Spielklasse, spielte aber hauptsächlich in der Oberliga in der zweiten Mannschaft. Dabei wurde er auf verschiedenen Positionen im Sturm, Mittelfeld und Abwehr eingesetzt. In der Rückrunde der Saison 2000/01 spielte er achtmal in der Regionalliga Süd für den SV Wehen und kehrte danach zu den Mainzern zurück. Jedoch wurde er nicht mehr in der Profimannschaft berücksichtigt und schloss sich im Jahre 2002 dem Regionalligisten Schweinfurt 05 an. 
Im Jahre 2005 folgte ein kurzes Engagement bei der TuS Koblenz; im selben Jahr wechselte er in die Oberliga Hessen zum SV Erzhausen und 2006 zur TSG Wörsdorf. Nach einer Zeit der Vereinslosigkeit spielte er ab 2008 für den FV Biebrich 02, Viktoria Urberach und – schließlich zurück in Mainz – bis 2011 für Fortuna Mombach. Für die Saison 2014/15 ist eine weitere Saison als Spieler bei Fortuna Mombach verzeichnet; in der Saison 2015/16 war er als Spieler und als Trainer bei Vitesse Mayence tätig.
Jakic ist Mitglied der Traditionsmannschaft von Mainz 05.